# مالخاس آمویان
مالخاس بیمباشی آمویان (ارمنی: Մալխաս Բիմբաշի Ամոյան؛ زادهٔ ۲۲ ژانویهٔ ۱۹۹۹) کشتی‌گیر در رشته کشتی فرنگی ایزدی‌تبار اهل ارمنستان است که در مجموع برندهٔ ۶ مدال طلا، ۳ مدال نقره و ۴ مدال برنز شده‌است. او دارنده مدال برنز المپیک پاریس است

## نتایج مهم
| -                                                 | -                                     | -                                        | -                                     | -                                     | -                                     | -                                     |
| نتیجه                                             | رکورد                                 | حریف                                     | امتیاز                                | تاریخ                                 | رویداد                                | مکان                                  |
| قهرمانی کشتی جهان ۲۰۲۱ - در ۷۲ ک‌گ                 | قهرمانی کشتی جهان ۲۰۲۱ - در ۷۲ ک‌گ     | قهرمانی کشتی جهان ۲۰۲۱ - در ۷۲ ک‌گ        | قهرمانی کشتی جهان ۲۰۲۱ - در ۷۲ ک‌گ     | قهرمانی کشتی جهان ۲۰۲۱ - در ۷۲ ک‌گ     | قهرمانی کشتی جهان ۲۰۲۱ - در ۷۲ ک‌گ     | قهرمانی کشتی جهان ۲۰۲۱ - در ۷۲ ک‌گ     |
| مسابقات قهرمانی ۲۰۲۱ اروپا - در ۷۲ ک‌گ             | مسابقات قهرمانی ۲۰۲۱ اروپا - در ۷۲ ک‌گ | مسابقات قهرمانی ۲۰۲۱ اروپا - در ۷۲ ک‌گ    | مسابقات قهرمانی ۲۰۲۱ اروپا - در ۷۲ ک‌گ | مسابقات قهرمانی ۲۰۲۱ اروپا - در ۷۲ ک‌گ | مسابقات قهرمانی ۲۰۲۱ اروپا - در ۷۲ ک‌گ | مسابقات قهرمانی ۲۰۲۱ اروپا - در ۷۲ ک‌گ |
| ------------------------------------------------- | ------------------------------------- | ---------------------------------------- | ------------------------------------- | ------------------------------------- | ------------------------------------- | ------------------------------------- |
| برد                                               | برد–                                  | آندری کولیک                              | ۶–۰                                   | ۱۷ مه ۲۰۲۱                            | مسابقات قهرمانی اروپا ۲۰۲۱            | اسکوپیه                               |
| برد                                               | –                                     | سرگی کوتوزوف                             | ۴–۱                                   | ۱۷ مه ۲۰۲۱                            | مسابقات قهرمانی اروپا ۲۰۲۱            | اسکوپیه                               |
| برد                                               | –                                     | خصای حسنلی                               | ۷–۰                                   | ۱۷ مه ۲۰۲۱                            | مسابقات قهرمانی اروپا ۲۰۲۱            | اسکوپیه                               |
| برد                                               | –                                     | اوتار ابولادزه                           | ۶–۱                                   | ۱۷ مه ۲۰۲۱                            | مسابقات قهرمانی اروپا ۲۰۲۱            | اسکوپیه                               |
| مسابقات قهرمانی کشتی اروپا ۲۰۲۱ در ۷۲ ک‌گ          |                                       |                                          |                                       |                                       |                                       |                                       |
| باخت                                              | برد–۱                                 | شماگی بولکوادزه                          | ۱–۴                                   | ۱۹ آوریل ۲۰۲۱                         | مسابقات قهرمانی کشتی اروپا ۲۰۲۱       | ورشو                                  |
| برد                                               | برد–۰                                 | Roman Pacurkowski                        | ۶–۰                                   | ۱۹ آوریل ۲۰۲۱                         | مسابقات قهرمانی کشتی اروپا ۲۰۲۱       | ورشو                                  |
| برد                                               | برد–۰                                 | Maksym Yevtushenko                       | ۵–۰                                   | ۱۹ آوریل ۲۰۲۱                         | مسابقات قهرمانی کشتی اروپا ۲۰۲۱       | ورشو                                  |
| برد                                               | برد–۰                                 | Alen Fodor                               | ۹–۰                                   | ۱۹ آوریل ۲۰۲۱                         | مسابقات قهرمانی کشتی اروپا ۲۰۲۱       | ورشو                                  |
| تورنمنت بین‌المللی اوکراین - در ۷۲ ک‌گ              |                                       |                                          |                                       |                                       |                                       |                                       |
| برد                                               | برد–                                  | S. Bolkvadze                             | ۹–۱                                   | ۲۶ فوریه ۲۰۲۱                         | تورنمنت بین‌المللی اوکراین             | کی‌یف                                  |
| برد                                               | –                                     | پرویز نصیب‌اف                             | ۹–۰                                   | ۲۶ فوریه ۲۰۲۱                         | تورنمنت بین‌المللی اوکراین             | کی‌یف                                  |
| برد                                               | –                                     | A. Kulyk                                 | ۳–۱                                   | ۲۶ فوریه ۲۰۲۱                         | تورنمنت بین‌المللی اوکراین             | کی‌یف                                  |
| برد                                               | –                                     |                                          | ۸–۰                                   | ۲۶ فوریه ۲۰۲۱                         | تورنمنت بین‌المللی اوکراین             | کی‌یف                                  |
| قهرمانی کشتی ۲۰۲۰ اروپا - در ۷۲ ک‌گ                |                                       |                                          |                                       |                                       |                                       |                                       |
| باخت                                              | ۱–۱                                   | بالینت کورپاسی                           | ۳–۴                                   | ۱۲ دسامبر ۲۰۲۰                        | جام جهانی انفرادی کشتی ۲۰۲۰           | بلگراد                                |
| برد                                               | –                                     | Cengiz Arslan                            | ۷–۰                                   | ۱۲ دسامبر ۲۰۲۰                        | جام جهانی انفرادی کشتی ۲۰۲۰           | بلگراد                                |
| برد                                               | –                                     | Valentin Petic                           | ۱۲–۰                                  | ۱۲ دسامبر ۲۰۲۰                        | جام جهانی انفرادی کشتی ۲۰۲۰           | بلگراد                                |
| برد                                               | –                                     | Aleksandar Maksimovic                    | ۶–۰                                   | ۱۲ دسامبر ۲۰۲۰                        | جام جهانی انفرادی کشتی ۲۰۲۰           | بلگراد                                |
| مسابقات قهرمانی کشتی اروپا ۲۰۲۰ – ۱۶ام در ۷۲ ک‌گ   |                                       |                                          |                                       |                                       |                                       |                                       |
| باخت                                              | برد–                                  | en:Dominik Etlinger                      | ۱–۵                                   | ۱۰ فوریه ۲۰۲۰                         | مسابقات قهرمانی کشتی اروپا ۲۰۲۰       | رم                                    |
| قهرمانی کشتی ۲۰۱۹ جهان ۷ام در ۷۲ ک‌گ               |                                       |                                          |                                       |                                       |                                       |                                       |
| باخت                                              | –                                     | ابویزید مانتسیگوف                        | ۰–۴                                   | ۱۴ – ۲۲ سپتامبر ۲۰۱۹                  | قهرمانی کشتی جهان ۲۰۱۹                | نورسلطان                              |
| برد                                               | –                                     | ماتیو برینتک                             | ۷–۰                                   | ۱۴ – ۲۲ سپتامبر ۲۰۱۹                  | قهرمانی کشتی جهان ۲۰۱۹                | نورسلطان                              |
| برد                                               | –                                     | الکسا ارسکی                              | ۸–۰                                   | ۱۴ – ۲۲ سپتامبر ۲۰۱۹                  | قهرمانی کشتی جهان ۲۰۱۹                | نورسلطان                              |
| جام ولادیسلاو پیتلاسینسکی - در ۷۲ ک‌گ              |                                       |                                          |                                       |                                       |                                       |                                       |
|                                                   | برد–                                  |                                          | برد-                                  | ۲ اوت ۲۰۱۹                            | جام                                   | ورشو                                  |
| برد                                               | –                                     |                                          | ۵–۱                                   | ۲ اوت ۲۰۱۹                            | جام                                   | ورشو                                  |
| مسابقات قهرمانی نوآموزان اروپا ۲۰۱۹ - در ۷۲ ک‌گ    |                                       |                                          |                                       |                                       |                                       |                                       |
|                                                   | برد–                                  | Mihai Petic                              | ۸–۰                                   | ۴ ژوئن ۲۰۱۹                           | مسابقات قهرمانی نوآموزان اروپا ۲۰۱۹   | پنتبدرا                               |
| برد                                               | –                                     | Sergei Stepanov                          | ۵–۴                                   | ۴ ژوئن ۲۰۱۹                           | مسابقات قهرمانی نوآموزان اروپا ۲۰۱۹   | پنتبدرا                               |
| برد                                               | –                                     | Otar Abuladze                            | ۸–۴                                   | ۴ ژوئن ۲۰۱۹                           | مسابقات قهرمانی نوآموزان اروپا ۲۰۱۹   | پنتبدرا                               |
| برد                                               | –                                     | Ismail Gun                               | ۶–۱                                   | ۴ ژوئن ۲۰۱۹                           | مسابقات قهرمانی نوآموزان اروپا ۲۰۱۹   | پنتبدرا                               |
| برد                                               | –                                     | Luigi Rinaldi                            | ۹–۰                                   | ۴ ژوئن ۲۰۱۹                           | مسابقات قهرمانی نوآموزان اروپا ۲۰۱۹   | پنتبدرا                               |
| مسابقات قهرمانی نوآموزان جهان ۲۰۱۸ - در ۶۷ ک‌گ     |                                       |                                          |                                       |                                       |                                       |                                       |
| برد                                               | برد–                                  | Makhmud Bakhshilloev                     | ۱۰–۰                                  | ۱۷ سپتامبر ۲۰۱۸                       | مسابقات قهرمانی نوآموزان جهان ۲۰۱۸    | ترناوا                                |
| برد                                               | –                                     | Ismail Gun                               | ۳–۱                                   | ۱۷ سپتامبر ۲۰۱۸                       | مسابقات قهرمانی نوآموزان جهان ۲۰۱۸    | ترناوا                                |
| برد                                               | –                                     | Joilson De Brito Ramos Junior            | ۸–۰                                   | ۱۷ سپتامبر ۲۰۱۸                       | مسابقات قهرمانی نوآموزان جهان ۲۰۱۸    | ترناوا                                |
| برد                                               | –                                     | پرویز نصیب‌اف                             | ۳–۱                                   | ۱۷ سپتامبر ۲۰۱۸                       | مسابقات قهرمانی نوآموزان جهان ۲۰۱۸    | ترناوا                                |
| برد                                               | –                                     | Haavard Joergensen                       | ۶–۱                                   | ۱۷ سپتامبر ۲۰۱۸                       | مسابقات قهرمانی نوآموزان جهان ۲۰۱۸    | ترناوا                                |
| مسابقات قهرمانی نوآموزان اروپا ۲۰۱۸ - در ۷۲ ک‌گ    |                                       |                                          |                                       |                                       |                                       |                                       |
| برد                                               | برد–                                  | Nikoloz Tchikaidze                       | ۹–۱                                   | ۳۰ ژوئیه ۲۰۱۸                         | مسابقات قهرمانی نوآموزان اروپا ۲۰۱۸   | رم                                    |
| برد                                               | –                                     | پرویز نصیب‌اف                             | ۷–۰                                   | ۳۰ ژوئیه ۲۰۱۸                         | مسابقات قهرمانی نوآموزان اروپا ۲۰۱۸   | رم                                    |
| باخت                                              | –                                     | Ulvu Ganizade                            | ۱–۷                                   | ۳۰ ژوئیه ۲۰۱۸                         | مسابقات قهرمانی نوآموزان اروپا ۲۰۱۸   | رم                                    |
| برد                                               | –                                     | Mats Ola Lukas Ahlgren                   | ۹–۰                                   | ۳۰ ژوئیه ۲۰۱۸                         | مسابقات قهرمانی نوآموزان اروپا ۲۰۱۸   | رم                                    |
| برد                                               | –                                     | Gergely Buersoely                        | ۱۰–۱                                  | ۳۰ ژوئیه ۲۰۱۸                         | مسابقات قهرمانی نوآموزان اروپا ۲۰۱۸   | رم                                    |
| مسابقات قهرمانی نوآموزان جهان ۲۰۱۷ - در ۶۶ ک‌گ     |                                       |                                          |                                       |                                       |                                       |                                       |
| باخت                                              | برد–                                  | امین‌یاوار کاویان‌نژاد                     | ۳–۳                                   | ۱ اوت ۲۰۱۷                            | مسابقات قهرمانی نوآموزان جهان ۲۰۱۷    | تامپره                                |
| برد                                               | –                                     | Murat Firat                              | ۳–۳                                   | ۱ اوت ۲۰۱۷                            | مسابقات قهرمانی نوآموزان جهان ۲۰۱۷    | تامپره                                |
| برد                                               | –                                     | Namaz Rustamov                           | ۵–۱                                   | ۱ اوت ۲۰۱۷                            | مسابقات قهرمانی نوآموزان جهان ۲۰۱۷    | تامپره                                |
| برد                                               | –                                     | Andrii Partsei                           | ۹–۰                                   | ۱ اوت ۲۰۱۷                            | مسابقات قهرمانی نوآموزان جهان ۲۰۱۷    | تامپره                                |
| برد                                               | –                                     | Valentin Petic                           | ۸–۰                                   | ۱ اوت ۲۰۱۷                            | مسابقات قهرمانی نوآموزان جهان ۲۰۱۷    | تامپره                                |
| مسابقات قهرمانی نوآموزان اروپا ۲۰۱۷ - در ۷۴ ک‌گ    |                                       |                                          |                                       |                                       |                                       |                                       |
|                                                   | برد–                                  |                                          | برد-                                  | ۳۰ ژوئن ۲۰۱۷                          | مسابقات قهرمانی نوآموزان اروپا        | دورتموند                              |
| برد                                               | –                                     |                                          | ۵–۱                                   |                                       |                                       |                                       |
| مسابقات قهرمانی نوآموزان جهان ۲۰۱۶ - در ۶۹ ک‌گ     |                                       |                                          |                                       |                                       |                                       |                                       |
| برد                                               | برد–                                  | Artsiom Valaskovich                      | ۸–۰                                   | ۱۳ سپتامبر ۲۰۱۶                       | مسابقات قهرمانی نوآموزان جهان ۲۰۱۶    | تفلیس                                 |
| برد                                               | –                                     | Gakuyo Taguchi                           | ۴–۰                                   | ۱۳ سپتامبر ۲۰۱۶                       | مسابقات قهرمانی نوآموزان جهان ۲۰۱۶    | تفلیس                                 |
| باخت                                              | –                                     | آکژول محموداف                            | ۲–۸                                   | ۱۳ سپتامبر ۲۰۱۶                       | مسابقات قهرمانی نوآموزان جهان ۲۰۱۶    | تفلیس                                 |
| برد                                               | –                                     | Alexandr Margaryan                       | ۲–۰                                   | ۱۳ سپتامبر ۲۰۱۶                       | مسابقات قهرمانی نوآموزان جهان ۲۰۱۶    | تفلیس                                 |
| مسابقات قهرمانی نوآموزان جهان ۲۰۱۶–۵ام در ۶۶ ک‌گ   |                                       |                                          |                                       |                                       |                                       |                                       |
| باخت                                              | برد–                                  | Islambek Dadov                           | ۲–۳                                   | ۳۰ اوت ۲۰۱۶                           | مسابقات قهرمانی نوآموزان جهان ۲۰۱۶    | ماکن                                  |
| برد                                               | –                                     | Deyvid Tihomirov                         | ۱۰–۰                                  | ۳۰ اوت ۲۰۱۶                           | مسابقات قهرمانی نوآموزان جهان ۲۰۱۶    | ماکن                                  |
| باخت                                              | –                                     | Kaharman Kissymetov                      | ۱–۶                                   | ۳۰ اوت ۲۰۱۶                           | مسابقات قهرمانی نوآموزان جهان ۲۰۱۶    | ماکن                                  |
| برد                                               | –                                     | Leos Drmola                              | ۹–۰                                   | ۳۰ اوت ۲۰۱۶                           | مسابقات قهرمانی نوآموزان جهان ۲۰۱۶    | ماکن                                  |
| برد                                               | –                                     | Ravinder Ravinder                        | ۵–۰                                   | ۳۰ اوت ۲۰۱۶                           | مسابقات قهرمانی نوآموزان جهان ۲۰۱۶    | ماکن                                  |
| مسابقات قهرمانی نوآموزان ۲۰۱۶ اروپا - در ۶۹ ک‌گ    |                                       |                                          |                                       |                                       |                                       |                                       |
|                                                   | برد–                                  | آلبرت یغیازاریان                         | ۹–۰                                   | ۱۹ ژوئیه ۲۰۱۶                         | مسابقات قهرمانی نوآموزان اروپا ۲۰۱۶   | استکهلم                               |
| برد                                               | –                                     | Ulvu Ganizade                            | ۴–۰                                   | ۱۹ ژوئیه ۲۰۱۶                         | مسابقات قهرمانی نوآموزان اروپا ۲۰۱۶   | استکهلم                               |
| برد                                               | –                                     | Lom-Ali Addiev                           | ۶–۰                                   | ۱۹ ژوئیه ۲۰۱۶                         | مسابقات قهرمانی نوآموزان اروپا ۲۰۱۶   | استکهلم                               |
| برد                                               | –                                     | Dogan Kaya                               | ۱۱–۰                                  | ۱۹ ژوئیه ۲۰۱۶                         | مسابقات قهرمانی نوآموزان اروپا ۲۰۱۶   | استکهلم                               |
| برد                                               | –                                     | Simon Alf Will                           | ۹–۰                                   | ۱۹ ژوئیه ۲۰۱۶                         | مسابقات قهرمانی نوآموزان اروپا ۲۰۱۶   | استکهلم                               |
| مسابقات قهرمانی نوآموزان اروپا ۲۰۱۶–۹ام در ۶۶ ک‌گ  |                                       |                                          |                                       |                                       |                                       |                                       |
| باخت                                              | برد–                                  | Sasan Suleymanov                         | ۶–۹                                   | ۲۱ ژوئن ۲۰۱۶                          | مسابقات قهرمانی نوآموزان اروپا ۲۰۱۶   | بخارست                                |
| برد                                               | –                                     | Pedro Miguel De Matos Oliveira De Morais | ۹–۰                                   | ۲۱ ژوئن ۲۰۱۶                          | مسابقات قهرمانی نوآموزان اروپا ۲۰۱۶   | بخارست                                |
| مسابقات قهرمانی نوآموزان جهان ۲۰۱۵ - در ۶۳ ک‌گ     |                                       |                                          |                                       |                                       |                                       |                                       |
| برد                                               | برد–                                  | Fatih Demir Abdullah                     | ۹–۰                                   | ۲۵ اوت ۲۰۱۵                           | مسابقات قهرمانی نوآموزان جهان ۲۰۱۵    | سارایوو                               |
| برد                                               | برد–۰                                 | Levai Tamas                              | ۴–۱                                   | ۲۵ اوت ۲۰۱۵                           | مسابقات قهرمانی نوآموزان جهان ۲۰۱۵    | سارایوو                               |
| برد                                               | برد–۰                                 | Dominick Demas                           | ۸–۰                                   | ۲۵ اوت ۲۰۱۵                           | مسابقات قهرمانی نوآموزان جهان ۲۰۱۵    | سارایوو                               |
| باخت                                              | برد–۰                                 | Mohamed El Sayed                         | ۲–۳                                   | ۲۵ اوت ۲۰۱۵                           | مسابقات قهرمانی نوآموزان جهان ۲۰۱۵    | سارایوو                               |
| مسابقات قهرمانی نوآموزان اروپا ۲۰۱۵–۱۵ام در ۶۳ ک‌گ |                                       |                                          |                                       |                                       |                                       |                                       |
|                                                   | برد–                                  | Mohamed El Sayed                         | ۲–۳                                   | ۴ اوت ۲۰۱۵                            | مسابقات قهرمانی نوآموزان اروپا ۲۰۱۵   | سوبتیتسا                              |
| برد                                               | برد–۰                                 |                                          | ۸–۰                                   | ۴ اوت ۲۰۱۵                            | مسابقات قهرمانی نوآموزان اروپا ۲۰۱۵   | سوبتیتسا                              |
| مسابقات قهرمانی نوآموزان جهان ۲۰۱۴ – ۵ام در ۵۸ ک‌گ |                                       |                                          |                                       |                                       |                                       |                                       |
| باخت                                              | برد–                                  | کرامت عبدولی                             | ۱–۲                                   | ۱۵ ژوئیه ۲۰۱۴                         | مسابقات قهرمانی نوآموزان جهان ۲۰۱۴    | سنینا                                 |
| باخت                                              | برد–۰                                 | Arsalan Zubairov                         | ۲–۴                                   | ۱۵ ژوئیه ۲۰۱۴                         | مسابقات قهرمانی نوآموزان جهان ۲۰۱۴    | سنینا                                 |
| برد                                               | برد–۰                                 | Firat Mirat                              | ۱۰–۰                                  | ۱۵ ژوئیه ۲۰۱۴                         | مسابقات قهرمانی نوآموزان جهان ۲۰۱۴    | سنینا                                 |
| برد                                               | برد–۰                                 | Mikko Peltokangas                        | ۳–۱                                   | ۱۵ ژوئیه ۲۰۱۴                         | مسابقات قهرمانی نوآموزان جهان ۲۰۱۴    | سنینا                                 |
| برد                                               | برد–۰                                 | Mikalai Hubarevich                       | ۶–۰                                   | ۱۵ ژوئیه ۲۰۱۴                         | مسابقات قهرمانی نوآموزان جهان ۲۰۱۴    | سنینا                                 |

## نگارخانه

مالخاس
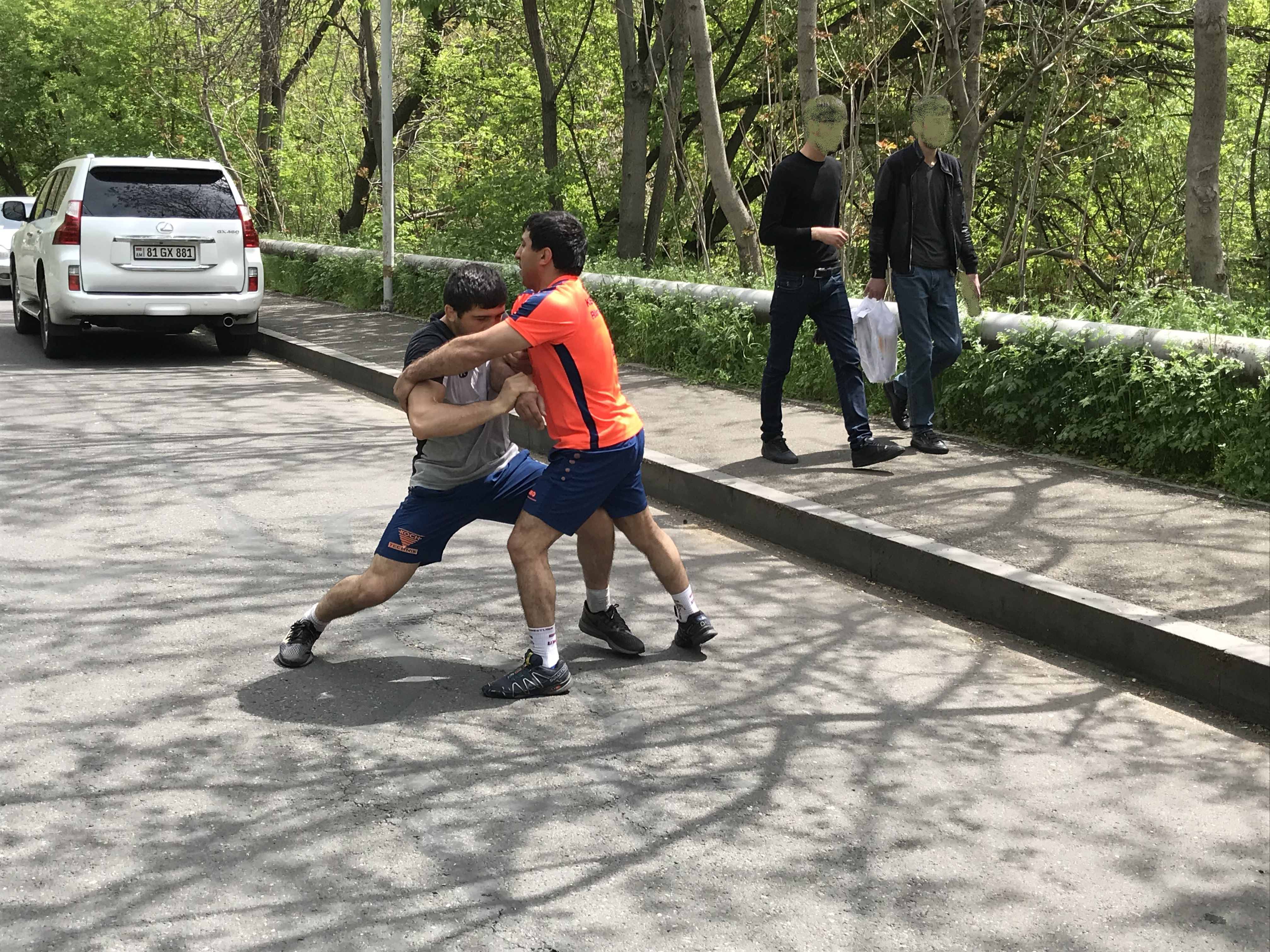
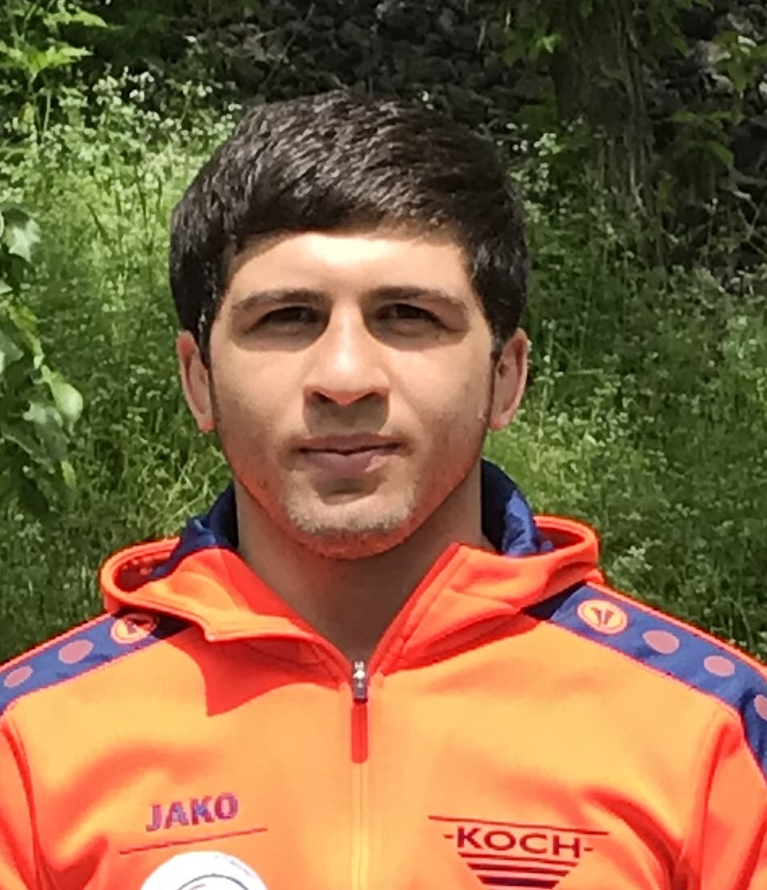

## یادداشت
1. ↑  Cadet
2. ↑  Cadet